# لیو مینگو
لیو مینگو (به چینی: 刘明瑚،  زادهٔ ۲۸ ژوئیهٔ ۱۹۹۸) یک کشتی‌گیر آزادکار اهل چین است. وی سابقه حضور در المپیک ۲۰۲۰ توکیو را دارد.